# آنتونیو کامپوس (کارگردان)
آنتونیو کامپوس (زاده ۲۴ اوت ۱۹۸۳) یک فیلمساز آمریکایی است که با فیلم‌های Afterschool (۲۰۰۸)، Simon Killer (2012)، کریستین (۲۰۱۶)، شیطان همیشه (۲۰۲۰) و راه پله (۲۰۲۲) شناخته شده‌است. .

## اوایل زندگی
کامپوس در شهر نیویورک متولد شد. پدرش لوکاس مندز، روزنامه‌نگار برزیلی و مادرش رز گانگوزا، تهیه‌کننده آمریکایی است. پدربزرگ و مادربزرگ مادری او ایتالیایی بودند.

## حرفه
کامپوس اولین فیلم بلند خود را در فیلم Afterschool انجام داد که اولین نمایش جهانی آن در جشنواره فیلم کن بود. این فیلم بعداً توسط IFC Films خریداری شد. در ۲ اکتبر ۲۰۰۹ به صورت محدود منتشر شد. کامپوس سپس به کارگردانی سایمون کیلر ادامه داد. این فیلم با بازی بردی کوربت، اولین نمایش جهانی خود را در جشنواره فیلم ساندنس داشت. IFC Films حقوق پخش این فیلم را به دست آورد و در آوریل ۲۰۱۳ در یک نسخه محدود افتتاح شد.
سومین فیلم بلند کامپوس، کریستین، با بازی ربکا هال، اولین نمایش جهانی خود را در جشنواره فیلم ساندنس داشت. این فیلم توسط The Orchard خریداری شد و در اکران محدود در ۱۴ اکتبر ۲۰۱۶ منتشر شد. کامپوس برای کارگردانی پیش‌درآمد طالع نحس برای استودیوی قرن ۲۰ نامزد شده‌است. کامپوس قسمت آزمایشی فیلم گناهکار را با بازی جسیکا بیل و کریستوفر ابوت کارگردانی کرد و همچنین به عنوان تهیه‌کننده اجرایی نیز فعالیت داشت. بعداً به خلبان دستور سریال داده شد. او همچنین قسمت ۸ فیلم The Punisher مارول را کارگردانی کرد. در سال ۲۰۲۰، کامپوس تریلر روانشناختی The Devil All the Time را نوشت و کارگردانی کرد که در سپتامبر در نتفلیکس منتشر شد.
کامپوس علاوه بر کارگردانی و فیلمنامه‌نویسی، شرکت تولید Borderline Films را تأسیس کرد که فیلم‌هایی مانند جیمز وایت ، ;کیتی خداحافظی کرد و مارتا مارسی می مارلین را تولید کرده‌است. در اکتبر ۲۰۲۲، اعلام شد که کامپوس به‌عنوان مجری برنامه برای سریال اسپین‌آف بدون عنوان بتمن که در تیمارستان آرکهام اتفاق می‌افتد، علاوه بر کارگردانی و تهیه‌کننده اجرایی، استخدام شده‌است.

## فیلم‌شناسی

### فیلم
کارگردان
| تهیه‌کننده - مارتا مارسی می مارلین (۲۰۱۱) - جیمز وایت (۲۰۱۵) - پیرسینگ (۲۰۱۸) - اولین فال (TBA) | تهیه‌کننده اجرایی - Two Gates of Sleep (2010) - چشمان مادرم (۲۰۱۶) - کیتی خداحافظی می‌کند (۲۰۱۶) - جنیس (TBA) |  |